# Fondazione Biblioteca Benedetto Croce
La Fondazione Biblioteca Benedetto Croce è stata costituita il 4 maggio 1955 dagli eredi di Benedetto Croce, con lo scopo di assicurare la conservazione e l'uso della biblioteca del filosofo nella sua sede originaria, e di curare la raccolta delle edizioni, delle traduzioni e degli scritti sull'opera di Croce. La Fondazione, che è stata eretta in Ente morale con Decreto del Presidente della Repubblica in data 19 ottobre 1956, ha sede a Napoli, al secondo piano del Palazzo Filomarino, a fianco dell'Istituto Italiano per gli Studi Storici.
La biblioteca di Benedetto Croce fu notificata per eccezionale interesse ai fini della Legge 1º giugno 1939 n. 1809, con decreto ministeriale del 16 maggio 1943, confermato con successivo decreto del 10 febbraio 1952. Essa riflette i molteplici interessi culturali del suo fondatore, ed è quindi specialmente ricca nelle parti relative alla storia filosofica, letteraria ed etico-politica. La biblioteca, che continua ad essere arricchita, comprende oggi circa 100.000 volumi, fra libri e periodici. Sezioni speciali sono dedicate alla bibliografia su Giambattista Vico, a raccolte di libri rari e rarissimi, alla bibliografia su Benedetto Croce. Inoltre, secondo l'atto costitutivo, l'archivio e il carteggio letterario di Croce sono affidati alla Fondazione in deposito fiduciario perpetuo.
L'attività della Fondazione riguarda la conservazione del patrimonio librario; l'arricchimento e aggiornamento dei fondi esistenti; l'ordinamento e la catalogazione dei fondi archivistici; la valorizzazione del suo ricco patrimonio bibliografico ed archivistico, al fine di mettere a disposizione degli studiosi, attraverso una serie di pubblicazioni, strumenti bibliografici di estrema importanza per la conoscenza dell'opera crociana, e fondi di archivio di grande interesse per la storia e la cultura del Novecento. In collaborazione con l'Istituto italiano per gli studi storici viene curata l'edizione dei Carteggi di Benedetto Croce e delle Bibliografie relative all'opera di Croce. Inoltre presso la Fondazione ha sede l'Edizione nazionale delle opere di Benedetto Croce, promossa con decreto del Presidente della Repubblica del 14 agosto 1989 e pubblicata dalla casa editrice Bibliopolis.